# Lama
För andra betydelser, se Lama (olika betydelser).
Laman (Lama glama) är ett djur som tillhör familjen kameldjur. Lama och alpacka anses vara domesticerade former av guanaco, men för alpackan är denna teori omstridd. Laman förekommer i Anderna i Sydamerika.

## Kännetecken

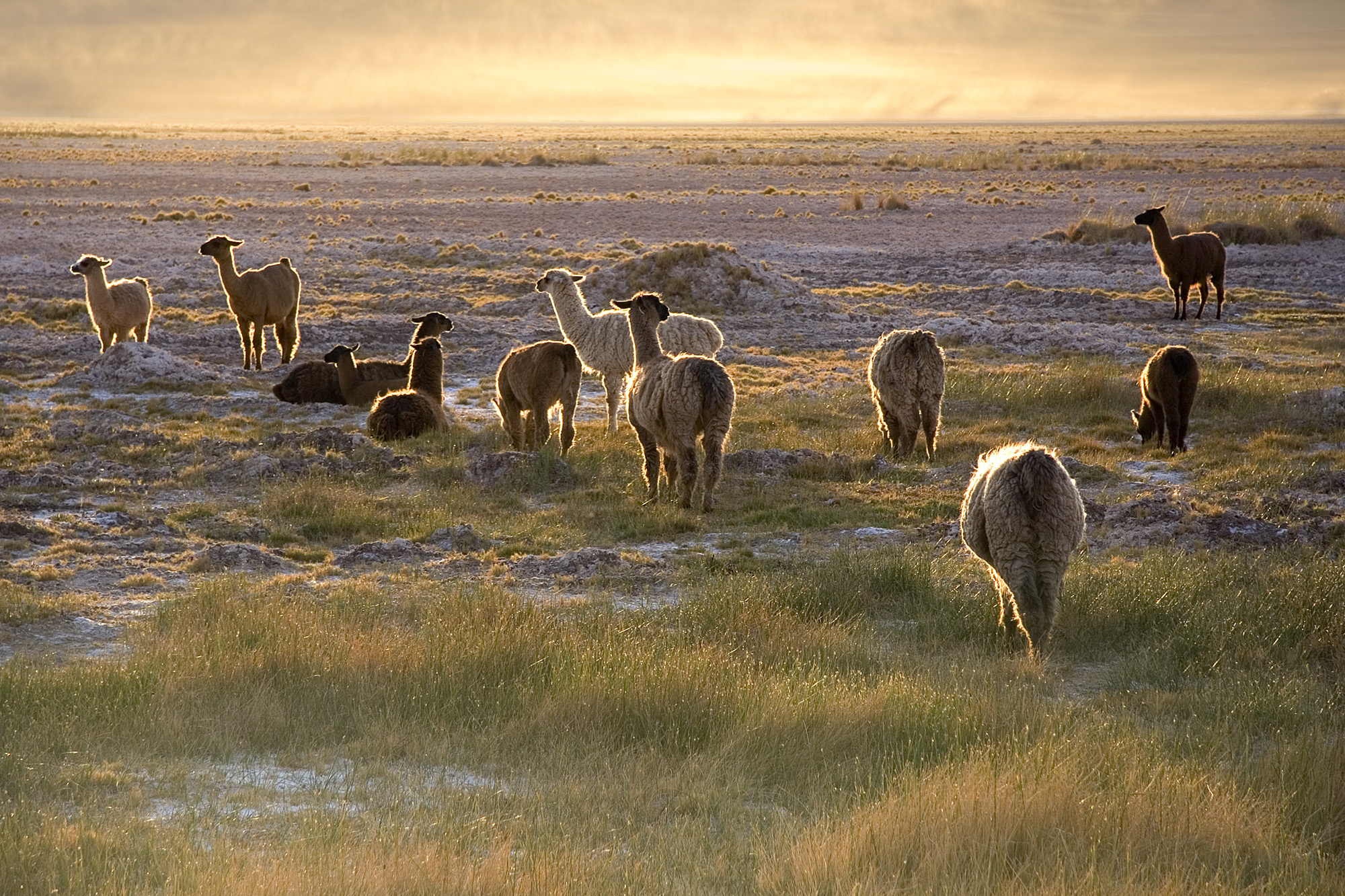
Lamadjur i solnedgång i San Pedro de Atacama.

Djuret når en mankhöjd mellan 110 och 120 centimeter, i sällsynta fall upp till 130 centimeter, och har en vikt mellan 120 och 150 kilogram. Den känns igen på sina långa öron och hals. I motsats till kameldjur från gamla världen (dromedar och kamel) saknar laman pucklar. Som hos de flesta husdjur är pälsens färg variabel. Det finns enfärgade exemplar i vit, svart eller brun samt flera individer med olika mönster. Vid varje fot finns trampsulor och djurets övre läpp är uppdelad i två rörliga delar.

## Levnadssätt

### Föda
Laman livnär sig av gräs, örter, buskar, lav, löv och svampar.

### Fortplantning

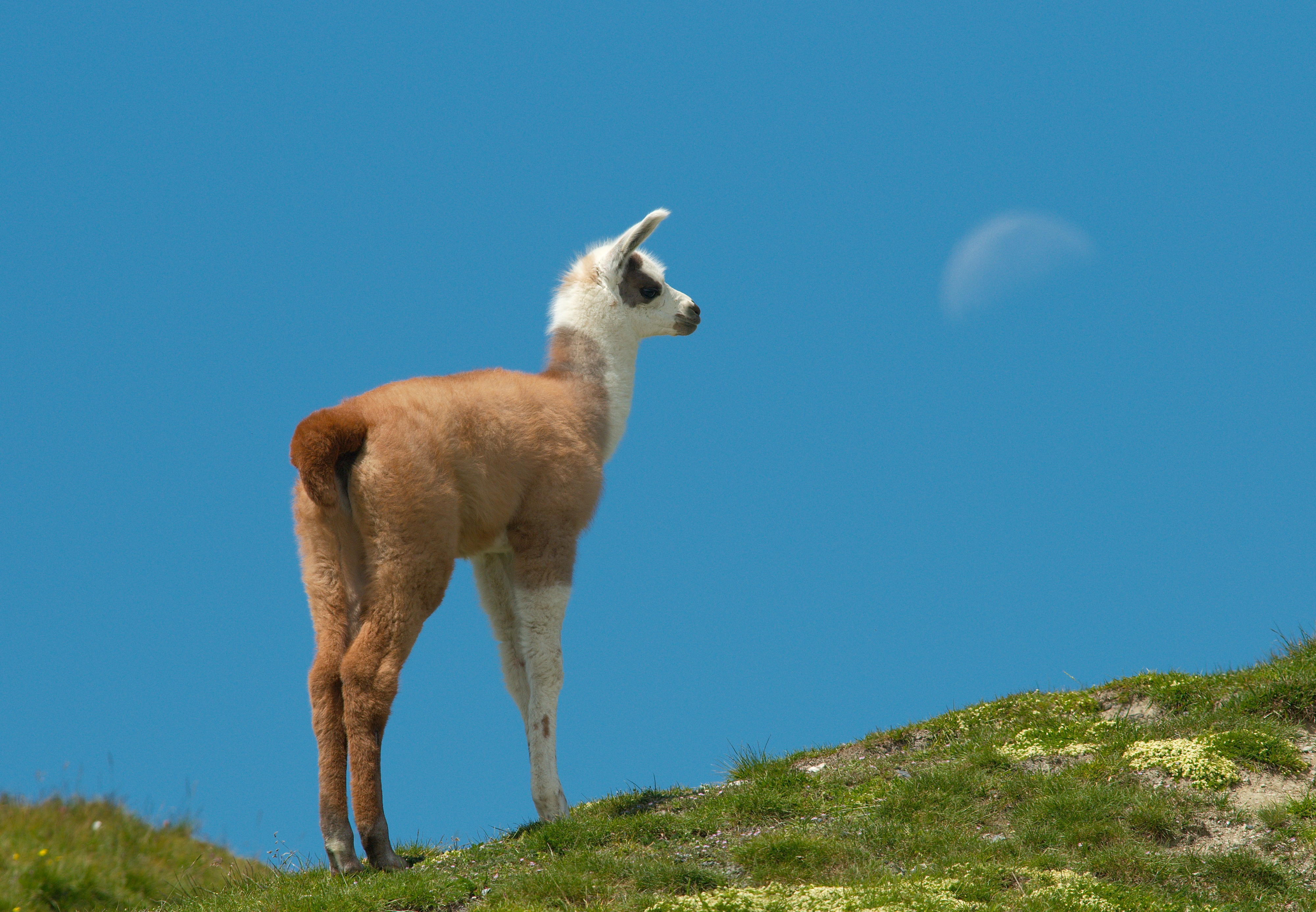
Ungdjur.

Efter dräktigheten som varar i 11 till 12 månader föds vanligen bara en unge och i sällsynta fall tvillingar. Ungdjur blir könsmogna efter ungefär två år.

### Spottandet
Det laman kanske är mest känd för, är att den spottar i olika situationer, till exempel när den känner sig hotad. När laman spottar är den påfallande träffsäker. Vanligtvis spottas det inte mot människor. Oftast spottar lamadjur mot varandra för att stärka sin position i hierarkin eller för att hålla artfränder på distans. Saliv spottas bara för att varna en motståndare. I allvarligare situationer spottar djuret halvsmält föda som det kastar upp genom matstrupen. Ämnet är grönt och illaluktande men går lätt att tvätta bort.

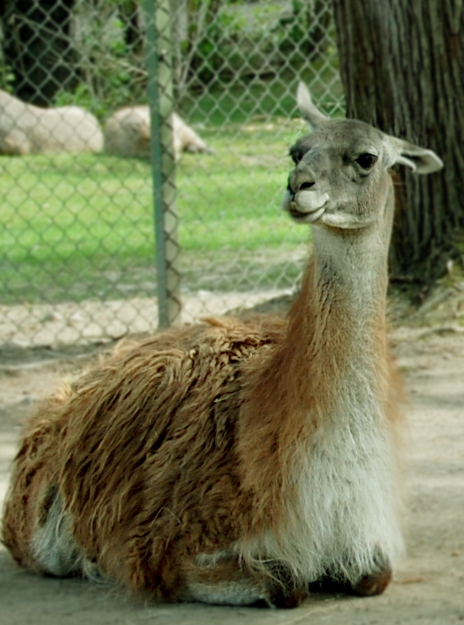
En lama i Parken Zoo.

## Domesticering

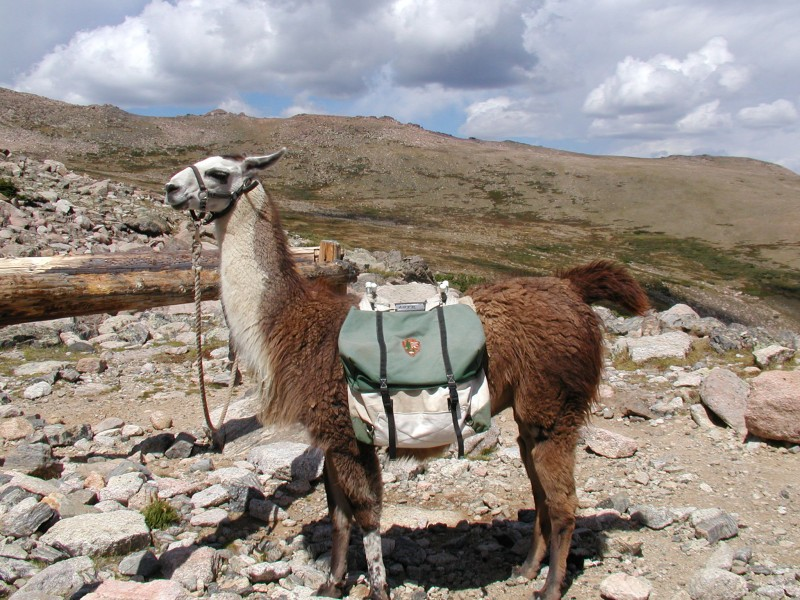
En lama som lastdjur

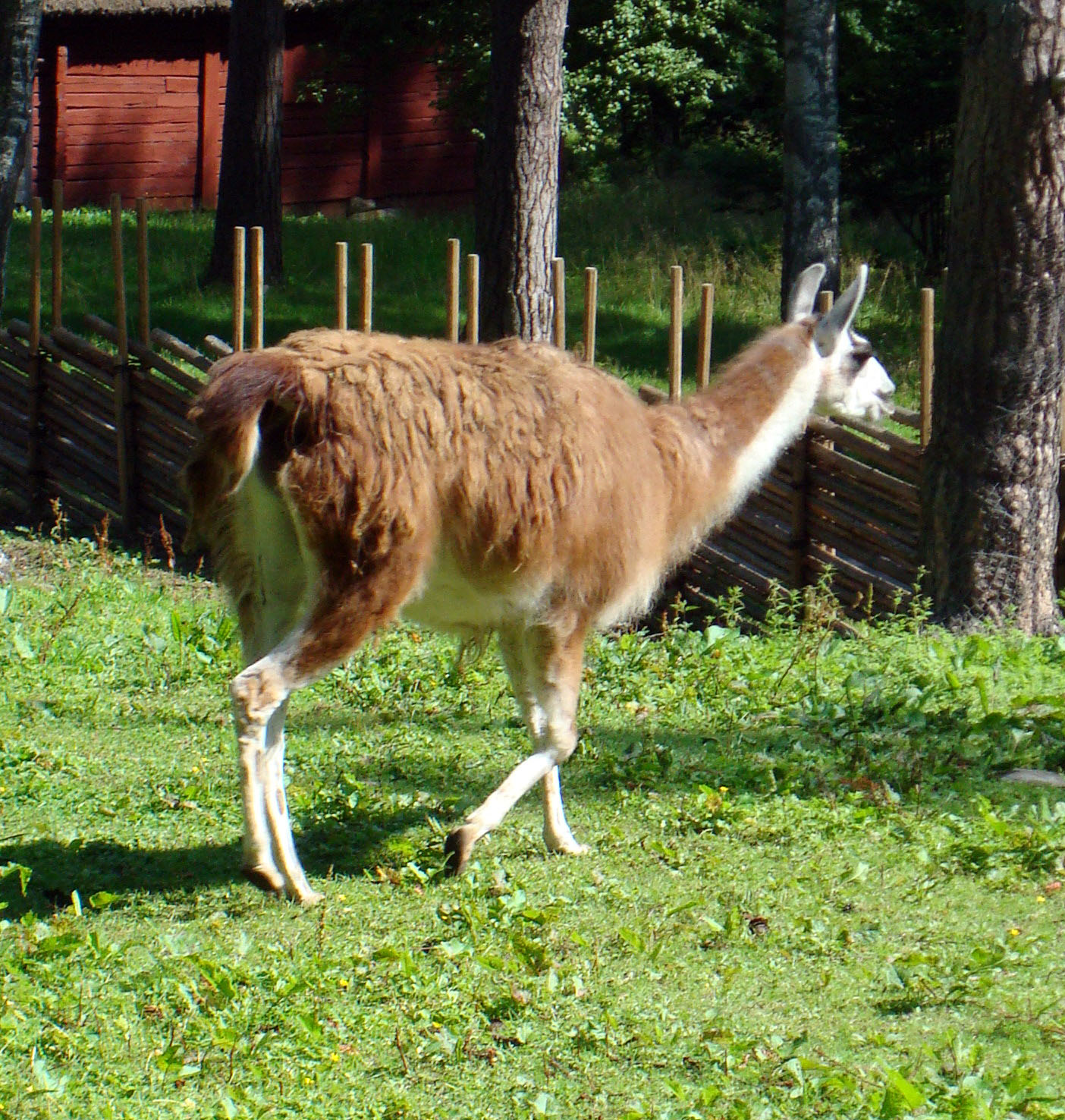
En lama som springer

Enligt den mest brukade teorin domesticerades laman 3000 år före Kristus. Dessutom ska guanacon vara lamans stamfader. Andra forskare hävdar att laman redan från början var en egen art och att den vilda formen är utdöd. Att redovisa lamans utvecklingshistoria är mycket svårt eller nästan omöjligt på grund av att det förekom flera korsningar med guanacon, alpackan och vikunjan. Även idag finns hybrider mellan dessa arter.
Alla folk som var eller är bosatta i Anderna använde laman som husdjur. Arten var främst ett lastdjur då inget annat djur från Sydamerika blev domesticerat för detta syfte. Laman har en mycket mjuk päls som bland annat används till kläder, men alpackans ull anses som mera värdefull. Indianerna använde köttet som mat, huden som läder, fettet som grundämne för levande ljus och djurets exkrementer som bränsle. För inkafolkets status som civilisation var laman mycket betydande. När spanska nybyggare anlände till regionen fanns omkring 10 miljoner lamadjur hos inkafolket. Sedan dess tappade den allt mer i betydelse på grund av hästens och fårets införande.
Laman används fortfarande som lastdjur, främst i Peru. I Sydamerika finns idag omkring 3 miljoner lamadjur, huvudsakligen för ullens och köttets skull. Djuret finns numera även i hägn utanför Sydamerika.
I Sverige har på senare tid laman börjat användas som "fåraherde". Laman tar kommandot i fårflocken, accepteras som dess ledare, och skyddar sedan flocken mot bland annat varg. Förmågan att spotta sitt maginnehåll mot vargen kommer då väl till pass. Det råder delade meningar om hur effektiva lamor är i detta avseende.